# Donovan's Greatest Hits
Donovan's Greatest Hits è la prima raccolta ufficiale del cantautore scozzese Donovan. L'album venne pubblicato negli Stati Uniti nel gennaio 1969 dalla Epic Records (n. cat. BXN 26439), e in Gran Bretagna nel marzo 1969 dalla Pye Records (n. cat. NPL 18283). Donovan's Greatest Hits raggiunse la quarta posizione nella classifica statunitense Billboard 200, ed è stato certificato disco di platino dalla RIAA.

## Il disco
La raccolta è un capitolo importante nella discografia di Donovan per svariate ragioni. In primo luogo, raccoglie tre singoli mai pubblicati in precedenza su album discografico: Epistle to Dippy; There Is a Mountain; e Laléna. Inoltre include la versione "senza tagli" di Sunshine Superman (più lunga di 1 minuto e 15 secondi rispetto alla versione pubblicata nell'LP originale del 1966), e molte altre canzoni appaiono qui per la prima volta in formato stereo. Infine, in Donovan's Greatest Hits furono inserite le ri-registrazioni di Catch the Wind e Colours con Big Jim Sullivan alla chitarra, John Paul Jones a basso e tastiere e Clem Cattini alla batteria. La Epic Records non ottenne i diritti di pubblicazione di queste due canzoni nella loro incisione originale, e quindi si rese necessario che Donovan incidesse nuove versioni dei medesimi brani nel maggio 1968.
Donovan's Greatest Hits segnò l'apice della popolarità di Donovan sia negli Stati Uniti che in Gran Bretagna.

## Tracce
- Tutti i brani sono opera di Donovan Leitch.
- Nella versione inglese (NSPL 18283), Season of the Witch è la prima traccia del secondo lato.

Lato 1
1. Epistle to Dippy – 3:08
2. Sunshine Superman (versione lunga) – 4:32
3. There Is a Mountain – 2:33
4. Jennifer Juniper – 2:40
5. Wear Your Love Like Heaven – 2:23
6. Season of the Witch – 4:54

Lato 2
1. Mellow Yellow – 3:37
2. Colours (versione 1968) – 4:10
3. Hurdy Gurdy Man – 3:15
4. Catch the Wind (versione 1968) – 5:01
5. Laléna – 2:54

## Formazione
- Donovan — chitarra, armonica a bocca, voce
- Mike Thompson — chitarra, voce
- Big Jim Sullivan — chitarra; John Paul Jones — basso, tastiere; Clem Cattini — batteria in Colours e Catch The Wind
- Mickie Most — produzione discografica (versione originale 1969)

## Ristampe
La raccolta è stata ristampata per la prima volta in formato compact disc nel 1987. Il 30 marzo 1999, la Epic Legacy ha pubblicato una versione rimasterizzata di Donovan's Greatest Hits, n. cat. 65730, che sostituì con le versioni originali di Catch the Wind e Colours i rifacimenti del 1968, e con l'aggiunta di quattro tracce bonus: Atlantis, To Susan on the West Coast Waiting, Barabajagal (Love Is Hot) e Riki Tiki Tavi.